# Бегерський Левко Іванович
Левко Іванович Бегерський, (псевдо Дон; 1922, містечко Язловець, нині село Бучацького району — грудень 1951, м. Чортків) — учасник Національно-Визвольних змагань, районовий провідник ОУН Золотопотіцького району.

## Життєпис
Вірний побратим діяча Служби безпеки (СБ) Івана Кривенького. Перебуваючи у криївці, потрапив до лап емдебістів та заарештований 14 січня 1951 в с. Броварі Бучацького району. Рік перебував у Чортківській тюрмі. Після відкритого суду вироком так званого військового трибуналу від 27—28 жовтня (за іншими даними 27–30 жовтня) 1950 року, що відбувся в Чорткові, яким керував прокурор УРСР Роман Руденко, засуджений до смертної кари через повішення. Вирок виконали у грудні на ринковій площі в Чорткові, повішаний разом з діячами ОУН Ілярієм Сказінським (Чортківський районовий провідник), Дмитром Малиником та Броніславом Поповичем. Тіла повстанців три доби висіли на площі, їх пильнували 20 червоноармійців.

## Зауваги
1. ↑  Можна зустріти варіант імені Лев.
2. ↑  Ореста Синенька вказує також псевдо Скала
3. ↑  Ореста Синенька називає його районовим провідником, І. Олещук — надрайоновим
4. ↑  за протоколом вироку — Малиник Дмитро Михайлович